# Florian Weiss (Fußballspieler)
 Florian Weiss (* 12. April 1989) ist ein ehemaliger österreichischer Fußballspieler.
Der rechte Abwehrspieler begann seine Karriere in der Akademie der Wiener Austria. In der Rückrunde der Saison 2006/07 wurde er erstmals in den Kader der zweiten Mannschaft aufgenommen, wo er am 24. Spieltag gegen den FC Lustenau 07 sein Debüt in der Ersten Liga gab. In der ersten Liga kam er bis 2010 auf 22 Einsätze.
Nach einem Jahr ohne Verein wechselte Weiss im Sommer 2011 zum Sechstligisten SV Großweikersdorf. 2012 beendete er seine Karriere.